# Sheila Kelley
Sheila Kelley Schiff (Greensburg, 9 de octubre de 1961) es una actriz estadounidense, reconocida por sus papeles como Gwen Taylor en L.A. Law y como la doctora Charlotte "Charley" Bennett Hayes en Sisters. Asimismo, es conocida por su papel de Debbie Wexler, esposa de Aaron Glassman, presidente del San José St. Bonaventure Hospital en la serie The Good Doctor durante las tres primeras temporadas.

## Filmografía

### Cine
| Año  | Título                       | Papel              | Notas             |
| ---- | ---------------------------- | ------------------ | ----------------- |
| 1988 | Some Girls                   | Irenka             |                   |
| 1989 | Breaking In                  | Carrie             |                   |
| 1989 | Staying Together             | Beth Harper        |                   |
| 1989 | Mortal Passions              | Adele              |                   |
| 1989 | Private Debts                | Jessie Burdette    | Corto             |
| 1990 | Where the Heart Is           | Sheryl             |                   |
| 1991 | Soapdish                     | Fran               |                   |
| 1991 | Pure Luck                    | Valerie Highsmith  |                   |
| 1991 | Wild Blade                   | Ginger             |                   |
| 1992 | Passion Fish                 | Kim                |                   |
| 1992 | Singles                      | Debbie Hunt        |                   |
| 1993 | So I Married an Axe Murderer | Sherry             |                   |
| 1993 | Mona Must Die                | Rachel McSternberg |                   |
| 1994 | A Passion to Kill            | Beth               |                   |
| 1996 | One Fine Day                 | Kristen            |                   |
| 1997 | Santa Fe                     | Leah Thomas        |                   |
| 2000 | Nurse Betty                  | Joyce              |                   |
| 2000 | Dancing at the Blue Iguana   | Stormy             | También productor |
| 2003 | Matchstick Men               | Kathy              |                   |
| 2005 | Mozart and the Whale         | Janice             |                   |
| 2010 | Bloodworth                   | Louise Halfacre    |                   |
| 2013 | Last Weekend                 | Vivian             |                   |
| 2014 | The Guest                    | Laura Peterson     |                   |

### Televisión
| Año           | Título                                                | Papel                            |
| ------------- | ----------------------------------------------------- | -------------------------------- |
| 1987          | Tonight's the Night                                   | Tanya                            |
| 1987          | The Betty Ford Story                                  | Charlotte                        |
| 1988          | Terrorist on Trial: The United States vs. Salim Ajami | Trish                            |
| 1989          | The Fulfillment of Mary Gray                          | Kate                             |
| 1989          | thirtysomething                                       | Cheryl Eastman                   |
| 1990–1993     | L.A. Law                                              | Gwen Taylor                      |
| 1991          | The Chase                                             | Roxanne                          |
| 1993          | Full Stretch                                          | Pam Pearson                      |
| 1993          | The Hidden Room                                       | Susan                            |
| 1994          | Deconstructing Sarah                                  | Sarah Vincent/Ruth               |
| 1995          | Wings                                                 | Sarah                            |
| 1995          | The Secretary                                         | Deidre Bosnell                   |
| 1995–1996     | Sisters                                               | Dra. Charlotte "Charley" Bennett |
| 1998          | Touched by an Angel                                   | Carrie Nichols Carver            |
| 1998–1999     | ER                                                    | Coco Robbins                     |
| 1999          | Mind Prey                                             | Andi Manette                     |
| 2001          | Family Law                                            | Jennifer Palmer                  |
| 2001          | The Jennie Project                                    | Leah Archibald                   |
| 2002          | MDs                                                   | Pam Kellerman                    |
| 2003          | The Division                                          | Tess Stanton                     |
| 2006          | The Sopranos                                          | Allison Crider                   |
| 2010          | Lost                                                  | Zoe                              |
| 2010          | Hawaii Five-0                                         | Nancy Harris                     |
| 2011–2012     | Gossip Girl                                           | Carol Rhodes                     |
| 2012          | NCIS                                                  | Victoria Dearing                 |
| 2013          | Real Housewives of Beverly Hills                      | Instructora                      |
| 2018-presente | The Good Doctor                                       | Debbie Wexler                    |